# 내몽골 자치구
내몽골 자치구(몽골어: ᠥᠪᠥᠷ
ᠮᠣᠩᠭᠣᠯ ᠤᠨ
ᠥᠪᠡᠷᠲᠡᠭᠡᠨ
ᠵᠠᠰᠠᠬᠤ
ᠣᠷᠤᠨ Öbür Mongghul-un Öbertegen Jasaqu Orun 중국어 간체자: 内蒙古自治区, 정체자: 內蒙古自治區, 병음: Nèi Měnggǔ Zìzhìqū 네이멍구 쯔즈취[*], 영어: Inner Mongolia Autonomous Region) 또는 단순히 내몽골(몽골어: ᠥᠪᠥᠷ
ᠮᠣᠩᠭᠣᠯ Öbür Monggol, 内蒙古, 영어: Inner Mongolia)은 중화인민공화국 북부에 위치한 자치구이다. 몽골어로는 "외뷔르 몽골"이라고 표기하는데 "외뷔르"는 몽골어로 "남쪽, 안쪽, 앞쪽"을 뜻한다. 즉 "외뷔르 몽골"은 한국어로 직역하면 "내몽골"이라는 뜻을 갖게 된다. 동북 지역(후룬베이얼 시, 싱안 맹, 퉁랴오 시, 츠펑 시)은 동사맹이라고 하여 둥베이의 일부이다.

## 지리
동서로 길게 뻗고 있어 동쪽에서 차례로 헤이룽장성, 지린성, 랴오닝성, 허베이성, 산시성 (산서성), 산시성 (섬서성), 닝샤 후이족 자치구, 간쑤성과 남쪽으로 접해 있으며, 북쪽은 몽골, 러시아와 접하고 있다.
중화인민공화국에서 세 번째로 큰 행정 구역으로, 총 면적은 1,183,000 km2로 총 면적의 12%를 차지한다.

## 역사
거의 대부분의 기간 동안 중서부 내몽골 지역, 특히 하투(河套) 지역은 남쪽의 농경 민족이었던 한족과 흉노, 선비, 거란, 여진, 몽골 등의 유목민족이 번갈아가며 영향력을 행사해온 지역이다. 내몽골의 동부는 사실상 만주의 일부로 간주되고 이곳의 역사는 한족과 유목민의 교차라기보다는 이 지역의 다른 민족들이 활동해온 역사이다.
주나라 동안 중부와 서부 내몽골 (하투 지역과 그 주변)에는 누번(樓煩), 임호(林胡), 적(狄) 같은 유목민족들이 거주했다. 내몽골의 동부지역에는 동호(東胡)가 살았다. 전국시대에 조(趙)나라의 무령왕(武靈王; 기원전 340 - 295)이 내몽골 지역에 대한 팽창정책을 추진했다. 무령왕은 현재 허베이 성에 있는 적(狄)의 중산국(中山國)을 격파했다. 이후 임호(林胡)와 누번(樓煩)을 무찌른 후 현재의 호흐호트 지역에 운중(雲中), 안문(雁門), 대(代) 등 3군을 설치했다. 조 무령왕은 장성을 하투 지역을 가로질러 쌓았다. 이후 진시황은 화북과 장강 일대를 아우르는 첫 번째 통일 중국 제국을 세우면서 (기원전 221) 몽념(蒙恬)으로 하여 흉노를 치게한다. 또한 새로 장성을 쌓으면서 주의 장성을 편입한다. 진시황은 구원(九原)과 운중(云中)의 두 군을 내몽고 지역에 설치하고 3만호를 이주시켜 통치를 영구화하려 하지만 진이 몰락(기원전 206)한 후 이런 노력은 중단된다.
전한 시대동안 무제가 위청(衛靑)을 보내 하투 지역을 흉노로부터 빼앗았다. (기원전 127년) 점령 후에는 흉노의 공격을 막기 위해 허타오 지역에 계속해서 정착촌을 건설하는 정책을 추진하였다. 그동안 삭방(朔方)과 오원(五原) 군을 설치했다. 이 시기에 내몽골 동부지역은 선비가 점령했다. 선비는 이후 흉노가 한에게 굴복한 후 이 지역에서 활발하게 활동하게 된다.
후한 시대(25-220)에는 흉노가 한에 굴복하여 하투 지역에 정착하기 시작했고, 이주해 온 한족과 융합되기 시작하였다. 서진 시대에 하투의 흉노의 대추장 유연(劉淵)이 한(漢)왕조(후에 조(趙)로 개칭. 뒤의 석(石)씨가 세운 조와 구분하기 위해 전조(前趙)라고 구분함)를 이 지역에 열면서 오호십육국시대가 시작된다.
수와 당 시대는 중국이 다시 통일 되어 있었고, 황제들은 이전의 정복자들과 마찬가지로 하투 지역을 점령하고 이곳에 한족들을 정착시켜 나갔으나 당의 몰락과 함께 이러한 시도는 다시 중단된다. 그동안 내몽골의 동쪽에서 힘을 키워오던 거란은 이 틈을 타 요나라를 세우고 내몽골 일대를 장악하지만 후에 여진족에 멸망하고 서쪽으로 이동해 서요를 세운다. 여진족은 금나라를 세워 북중국과 만주를 지배했다.
1206년 칭기즈 칸이 몽골 부족들을 통합했다. 1227년에는 서하를, 1234년에는 금을 점령했다. 그의 후손들은 1279년에 중국을 정복하고 원을 세웠다. 원은 1368년 한족이 명을 세우면서 다시 몽골 고원으로 되돌아왔고, 명은 현재 자리에 만리장성을 세웠다. 만리장성은 내몽골의 남쪽 경계와 대체로 일치한다.
17세기에는 만주족이 몽골족을 복속시키고 1644년 명을 정복한 후 청을 세운다. 만주족의 청조는 몽골을 외몽골과 내몽골 등으로 나누어 지역별로 다른 방법을 통해 통치한다. 일반 몽골인들은 자신의 맹 바깥으로 여행하는 것이 허락되지 않았다. 반면 알탄 칸(1507-1582) 때부터 거주하기 시작하던 한족 농민들이 19세기 후반부터 대량으로 유입된다. 만주족의 중국화와 러시아의 위협 때문에, 청 정부는 한족 농민들로 하여금 몽골과 만주로 이주하도록 장려하게 되고, 이 정책은 이후의 정부들에 의해서도 계승된다. 이 지역에 건설된 철도는 한족의 이주를 촉진하였다. 토지는 몽골의 왕자들이 매각하거나, 한족 농민들에게 임대되거나 혹은 아예 유목민들의 땅을 빼앗아 한족 농민들에게 주는 방법으로 제공되었다.
신해혁명이 일어난 후 중화민국 시기 동안 외몽골은 소련의 도움을 받아 독립할 수 있었지만, 내몽골은 중국의 한 지역으로 재편된다. 러허 성, 차하얼 성, 쑤이위안성 등이 신설되었고, 훌룬부이르는 헤이룽장성 안에 머물게 했다. 중화민국에서 발행되는 몇몇 지도는 아직도 이 행정구역을 따르고 있다.
만주는 1931년부터 일본의 괴뢰정부인 만주국의 지배를 받게 되었고, 훌룬부이르나 지림 맹은 만주국의 판도에 들어있었다. 1933년부터는 러허 성도 만주국에 속하게 된다. 이 지역은 2차 세계대전이 끝나는 1945년까지 만주국의 지배를 받게 된다. 1937년에는 중화민국과 일본이 본격적인 전쟁에 돌입하게 된다. 몽골의 유력자였던 데므치그돈로브(德穆楚克棟魯普)는 1936년 5월 12일에 만주국에 편입되지 않은 쑤이위안 성과 차하르 성에 몽골군정부(후에 몽강연합자치정부로 개칭, 이하 몽강국)를 수립했다. 이 나라는 만주국과 일본만 승인하였기 때문에 자연히 내몽골은 일본의 괴뢰정부가 되었다. 수도는 허베이 성의 장베이에 설치되었고, 그 통치력은 서쪽으로 호흐호트까지 미쳤다. 1945년 8월, 소련이 일본을 공격한 작전인 만주 전략공세작전을 수행함으로써 몽강국은 소련과 외몽골의 군대에 의해 점령된다.
2차대전이 끝나자마자 일본 제국이 철수하고 소련은 바로 만주와 내몽골에 침략하였다. 내몽골의 좌익 지도자 20명은 서둘러 모든 내몽골의 몽골인들을 모아 독립의 준비를 하였고 외몽골에 내몽골의 합병 요청을 하였다. 하지만 외몽골은 이전까지 소련과 국민당의 기만을 알고 있었기 때문에 내몽골의 합병 요청을 외몽골의 독립 저지의 수단으로 보고 내몽골의 요청을 거절하였다. 중국 국민당과 공산당 또한 내몽골의 독립을 두려워 하였다. 결국 외몽골은 국민투표을 앞둔 혼란한 상태에서 내몽골 지도자들의 독립과 합병 요청을 거절하게 되었고 독립이 불가능해진 내몽골은 자치를 요구하였다. 이후 1947년에는 소련의 국가 정책에 따라 내몽골 자치구를 설립한다. 처음에는 오직 훌룬부이르 지역만 차지하였다. 1950년대에 접어들면서 중화인민공화국이 설립되었고,  1969년 문화혁명 당시 내몽골 자치구의 많은 부분이 이웃하고 있는 성들에게 분할편입된 적이 있었으나 1979년에 복귀된다.

## 주민
한족이 내몽골 자치구 주민의 80%를 차지한다. 황하 계곡을 따라 허타오 지역은 항상 남쪽의 농민과 북쪽의 유목민들이 번갈아 차지하던 곳으로 18세기 초에 청나라의 장려 하에 한족이 이주하기 시작해 20세기까지 계속되었다. 한족은 주로 허타오 지역에 살며 내몽골 중부와 동부에도 상당 수 거주한다.
몽골족은 17%를 차지한다. 이들은 중국에서 공식적으로 인정되는 몽골족 이외에 부랴트족, 오이라트족과 같은 많은 다양한 몽골계 언어를 사용하는 민족이 포함된다. 몽골의 많은 유목민들이 마오쩌둥 시대에 목축 경제의 집단농장화에 따라 정착 생활을 하게 되었다.
나머지는 다우르족, 에벤키족, 오로치족, 후이족, 만주족, 조선족, 러시아인 등이다.
| 2020년의 내몽골 자치구의 민족 | 2020년의 내몽골 자치구의 민족 | 2020년의 내몽골 자치구의 민족 |
| 민족                          | 인구                          | 비율(%)                       |
| ----------------------------- | ----------------------------- | ----------------------------- |
| 한족                          | 18,935,537                    | 78.74%                        |
| 몽골족                        | 4,247,815                     | 17.66%                        |
| 만주족                        | 469,734                       | 1.95%                         |
| 후이족                        | 214,918                       | 0.89%                         |
| 다우르족                      | 73,523                        | 0.31%                         |
| 에벤키족                      | 27,958                        | 0.12%                         |
| 조선족                        | 18,216                        | 0.08%                         |
| 러시아인                      | 4,633                         | 0.02%                         |

## 행정 구역
내몽골 자치구는 12개의 지급 행정구역, 103개의 현급 행정구역(23개의 시할구, 11개 현급시, 17개의 현, 49개의 기, 3개의 자치기)을 관할한다.
| 내몽골 자치구의 행정 구역 | 내몽골 자치구의 행정 구역 | 내몽골 자치구의 행정 구역 | 내몽골 자치구의 행정 구역 | 내몽골 자치구의 행정 구역                                   | 내몽골 자치구의 행정 구역 | 내몽골 자치구의 행정 구역 | 내몽골 자치구의 행정 구역 |
| ------------------------- | ------------------------- | ------------------------- | ------------------------- | ----------------------------------------------------------- | ------------------------- | ------------------------- | ------------------------- |
|                           |                           |                           |                           |                                                             |                           |                           |                           |
| №                         | 이름                      | 한자                      | 병음                      | 몽골어                                                      | 면적 (Km2)                | 인구 (2010년)             | 시청소재지                |
| 지급시                    |                           |                           |                           |                                                             |                           |                           |                           |
| 1                         | 후허하오터시              | 呼和浩特市                | Hūhéhàotè Shì             | ᠬᠥᠬᠡᠬᠣᠲᠠ 쾨케코타(Kökeqota)                                 | 17186.10                  | 2,866,615                 | 신청 구                   |
| 2                         | 바오터우시                | 包头市                    | Bāotóu Shì                | ᠪᠤᠭᠤᠲᠤ ᠬᠣᠲᠠ 부구투 코타(Buɣutu qota)                        | 27768.00                  | 2,650,364                 | 쿤두룬 구                 |
| 3                         | 우란차부시                | 乌兰察布市                | Wūlánchábù Shì            | ᠤᠯᠠᠭᠠᠨᠴᠠᠪ ᠬᠣᠲᠠ 울라간자브 코타(Ulaɣančab qota)              | 54447.72                  | 2,143,590                 | 지닝 구                   |
| 4                         | 바옌나오얼시              | 巴彦淖尔市                | Bāyànnào'ěr Shì           | ᠪᠠᠶ᠋ᠠᠨᠨᠠᠭᠤᠷ ᠬᠣᠲᠠ 바얀나구르 코타(Bayannaɣur qota)            | 65755.47                  | 1,669,915                 | 린허 구                   |
| 5                         | 어얼둬쓰시                | 鄂尔多斯市                | È'ěrduōsī Shì             | ᠣᠷᠳᠤᠰ ᠬᠣᠲᠠ 오르도스 코타(Ordos qota)                        | 86881.61                  | 1,940,653                 | 캉바스 구                 |
| 6                         | 츠펑시                    | 赤峰市                    | Chìfēng Shì               | ᠤᠯᠠᠭᠠᠨᠬᠠᠳᠠ ᠬᠣᠲᠠ 울라간카다 코타(Ulaɣanqada qota)            | 90021.00                  | 4,341,245                 | 훙산 구                   |
| 7                         | 퉁랴오시                  | 通辽市                    | Tōngliáo Shì              | ᠲᠥᠩᠯᠢᠶᠠᠣ ᠬᠣᠲᠠ 튕글리요우 코타(Tüŋliyou qota)                | 59535.00                  | 3,139,153                 | 커얼친 구                 |
| 8                         | 후룬베이얼시              | 呼伦贝尔市                | Hūlúnbèi'ěr Shì           | ᠬᠥᠯᠦᠨᠪᠤᠶᠢᠷ ᠬᠣᠲᠠ 쾰뢴부이르 코타(Kölön Buyir qota)           | 254003.79                 | 2,549,278                 | 하이라얼 구               |
| 9                         | 우하이시                  | 乌海市                    | Wūhǎi Shì                 | ᠦᠬᠠᠢ ᠬᠣᠲᠠ 위카이 코타(Üqai qota)                            | 1754.00                   | 532,902                   | 하이보완 구               |
| 맹                        |                           |                           |                           |                                                             |                           |                           |                           |
| 10                        | 아라산맹                  | 阿拉善盟                  | Ālāshàn Méng              | ᠠᠯᠠᠱᠠᠨ ᠠᠶᠢᠮᠠᠭ 알라샤 아이막(Alaša ayimaɣ)                   | 267574.00                 | 231,334                   | 아라산 좌기               |
| 11                        | 시린궈러맹                | 锡林郭勒盟                | Xīlínguōlè Méng           | ᠰᠢᠯᠢ ᠶᠢᠨ ᠭᠣᠤᠯ ᠠᠶᠢᠮᠠᠭ 실리인 골 아이막(Sili-yin Ɣool ayimaɣ) | 202580.00                 | 1,028,022                 | 시린하오터 시             |
| 12                        | 싱안맹                    | 兴安盟                    | Xīng'ān Méng              | ᠬᠢᠩᠭ᠋ᠠᠨ ᠠᠶᠢᠮᠠᠭ 칭간 아이막(Qiŋɣan ayimaɣ)                    | 59806.00                  | 1,613,250                 | 우란하오터 시             |

밀과 같은 작물의 경작이 강의 계곡을 따라 이루어진다. 더 건조한 목초지에서 염소, 양 등이 전통적인 방식으로 사육된다. 임업과 수렵은 다싱안링산맥 동부에서 꽤 중요하다. 순록이 에벤키족 자치구의 에벤키족에 의해 사육된다. 최근에 포도 재배와 포도주 양조가 우하이 지역의 경제적인 부분이 되고 있다.
내몽골에서는 특히 석유, 캐시미어, 천연 가스, 희토류와 같은 자원이 풍부하고 나이오븀, 지르코늄, 베릴륨이 중국의 다른 어느 성보다도 많이 매장되어있다. 그러나 과거에 자원의 개발과 사용이 비효율적으로 이루어져 풍부한 자원이 오히려 빈곤을 초래하였다. 내몽골은 또한 중국 북부의 중요한 석탄 생산 기지이다. 2010년까지 석탄의 연간 생산량은 2005년의 두 배인 5억 톤으로 늘릴 계획이다.
내몽골의 산업은 주로 석탄, 발전소, 임업 관련 산업을 중심으로 성장하였다. 내몽골은 현재 여섯 개의 경쟁력있는 산업-에너지, 화학, 야금, 장비 제조, 농축산물 가공, 첨단산업을 중점적으로 육성하고 있다. 내몽골의 잘 알려진 기업으로 ERDOS, Yili, Mengniu 같은 회사들이 있다.
내몽골의 2008년 명목 GDP는 7762억 위안(1136억 달러)으로 2007년에 비해 17.2% 성장하였고 2003년부터 2007년까지 평균 성장률은 20%를 기록했다. 1인당 GDP는 32214위안(4717달러)에 달했다. 2008년 내몽골의 1차, 2차, 3차 산업의 가치는 각각 907억 위안, 4271억 위안, 2584억 위안이었다. 1인당 도시 주민의 가처분소득은 14431위안으로 16.6% 성장했고 시골 주민의 가처분소득은 4656위안으로 17.8% 성장하였다.

## 교육
- 네이멍구 대학교(내몽골대학, 內蒙古大學) - 자치구 내 유일한 중점 대학이다.

## 같이 보기
- 내몽골 인민당
- 몽강연합자치정부
- 왕징웨이 정권